# Simca Aronde
La Aronde era un'autovettura di fascia media prodotta dal 1951 al 1963 (in commercio fino al 1964) dalla Casa automobilistica francese SIMCA.

## Storia e profilo

### Genesi e debutto
Il piemontese Enrico Pigozzi, patron della Simca, dopo aver prodotto per circa vent'anni vetture Fiat su licenza, cominciò a sentire il desiderio di distaccarsi dalla produzione della Casa torinese per darsi invece alla produzione di autovetture proprie.

Fu così che fu avviato il progetto 1200X, che avrebbe dato alla luce la nuova vettura: tale nuovo modello, che nella iniziali intenzioni doveva chiamarsi Simca 9 per mantenere un filo diretto con la Simca 8 sua progenitrice, doveva riprendere in sostanza i pregi della passata produzione che aveva fatto conoscere il marchio Simca in Francia, pertanto si scelse di mantenere motorizzazioni direttamente derivate dalla produzione Fiat, mentre la carrozzeria doveva essere invece inedita. La vettura doveva essere spaziosa come una berlina media ma nello stesso tempo relativamente parca nei consumi e concorrenziale nel prezzo.

Per la carrozzeria ci si avvalse di morbide e tondeggianti linee, secondo i dettami della moda americaneggiante che dilagava anche in Europa.

Il risultato finale fu presentato nel 1951: nacque così la Aronde. Il nome "Aronde" è un vocabolo dell'antica lingua francese che significa "rondine" e fu scelto per via del logo della Casa francese, che all'epoca raffigurava una rondine stilizzata. E come ogni rondine che si rispetti, la Aronde fu presentata a primavera, il 31 maggio di quell'anno.

Nonostante queste curiosità sul nome, la Aronde era nota a molti anche come Simca 9, ossia il nome ipotizzato fin dalle origini del progetto. Ciò può portare un po' di confusione a chi si avvicina per la prima volta a questa vettura, tanto più se si pensa che la prima serie veniva chiamata spesso addirittura Simca 9 Aronde quando se ne voleva indicare la prima serie. Per comodità diciamo comunque che con Simca 9 e Simca Aronde si intende la stessa vettura, che nel corso della sua produzione ha dato origine anche ad altre versioni particolari.

#### Corpo vettura e abitacolo
La 9 Aronde è caratterizzata da una calandra a forma di podio, più bassa alle estremità (per lasciare spazio ai grandi fari circolari) e più alta al centro. Su di essa campeggiava lo stemma della Casa su fondo nero (uno degli elementi distintivi dei modelli del 1951). I copricerchi erano completamente lisci, senza alcuno stemma o simbolo, mentre la fiancata era massiccia, ma allo stesso tempo morbida, grazie alle linee tondeggianti: la coda sfuggente era caratterizzata da piccoli fari. Sotto il sinistro vi era il bocchettone del serbatoio. Il lunotto era piuttosto piccolo e non garantiva una buona visibilità posteriore.

L'abitacolo era abbastanza spazioso e i sedili erano caratterizzati da rivestimenti un po' "tristi", e soprannominati come "il tessuto dei deportati" perché ricordava quello degli stracci indossati dai prigionieri internati nei campi di concentramento, un fatto all'epoca ancora recente e che rimase stagnante nella mente degli abitanti di tutta Europa. Tra le altre caratteristiche va senz'altro ricordata la presenza della batteria sotto il divanetto anteriore.

#### Struttura e meccanica
Molte fonti ipotizzano che se al posto della Aronde la Simca avesse prodotto una nuova Fiat su licenza, questa sarebbe stata la Fiat 1400, per via di alcuni aspetti che accomunavano la francese e l'italiana. Tra questi va senz'altro citata la struttura a scocca portante, una soluzione che la Fiat stava introducendo proprio con la "1400" , e che nel caso della Aronde era costituita da scatolati in lamiera indeformabile.

Di origine Fiat era anche la meccanica telaistica, che prevedeva un avantreno a ruote indipendenti con molle elicoidali e barra stabilizzatrice, e un retrotreno ad assale rigido con balestre longitudinali, ma senza barra stabilizzatrice.

L'impianto frenante era a quattro tamburi, mentre lo sterzo era a vite e settore elicoidale.

Sotto il cofano pulsava un motore a 4 cilindri da 1221 cm³ in grado di erogare una potenza massima di 45 CV a 4500 giri/min, quanto bastava per spingere la vettura a 125 km/h di allungo. Tale motore è stato derivato dallo storico propulsore da 1089 cm³ montato sulle contemporanee Fiat 1100 (all'epoca del lancio della Aronde non esistevano ancora le 1100/103, bensì le 1100 derivate dalle vecchie 508C) e in seguito, nel 1957, sarebbe stato adottato in versione potenziata (e con il codice di 103G.000) dalla Fiat stessa per il suo modello di fascia media, la Fiat 1200. Il cambio era manuale a 4 marce, delle quali la prima non era sincronizzata: l'architettura meccanica della Aronde, a motore anteriore e trazione posteriore, imponeva la presenza di un ponte posteriore che nei primissimi esemplari era a coppia conica classica, mentre successivamente sarebbe divenuto a coppia conica ipoide.

### Evoluzione

#### Prima serie: la 9 Aronde
La prima serie della Aronde è spesso indicata con la denominazione 9 Aronde: la sua produzione venne avviata subito dopo il suo lancio, avvenuto nella tarda primavera del 1951. Nel settembre del 1951, la Aronde partecipò al suo primo Salone dell'automobile, quello di Parigi, dove nonostante la vettura non fosse più una novità, calamitò ugualmente a sé una nutrita schiera di pubblico. Per l'occasione, la vettura subì il primissimo aggiornamento dalla sua entrata in produzione, consistente nella già citata adozione della coppia conica ipoide in luogo della coppia conica classica. Vi furono inoltre anche altri lievissimi aggiornamenti, per esempio ai rivestimenti dei sedili, che ora erano in tessuto bordato di similpelle.
Nel marzo del 1952, vi furono altre lievi modifiche, come la batteria spostata da sotto i sedili a sotto il cofano motore, e alcuni aggiornamenti di dettaglio alla strumentazione. Comparve anche la denominazione Aronde in corsivo sulla plancia. Nel mese di aprile fu posta in listino la 9 Sport, una coupé dalla linea assai gradevole, ma ancora strutturalmente superata perché basata sul telaio (e anche sulla carrozzeria) della Simca 8 Sport, dalla quale differiva per il motore di origine Fiat leggermente rivisto e in grado di erogare 51 CV, permettendo alla vettura una velocità massima di 135 km/h. Non si trattava quindi di una vera derivata della Aronde, quanto piuttosto di una 8 Sport con motore della Aronde, benché rivisitato. Fu solo tre mesi dopo, nel mese di luglio, che questo modello venne riproposto in versione totalmente riprogettata: stavolta, la vettura poté contare su una struttura monoscocca e su alcune novità di carrozzeria, come i passaruota posteriori dal disegno più schiacciato e la comparsa dei deflettori sulle superfici vetrate laterali. Al Salone di Parigi di quell'anno, la gamma della 9 Aronde si estese con l'arrivo di altre interessanti versioni, ossia la versione Commerciale e la Messaggère, destinate al trasporto di merci e con portata massima di 500 kg. Sempre al Salone di Parigi, fu presentata in anteprima la Grand Large, una gradevole versione coach (berlina a due porte) con verniciatura bicolore, ma per la cui commercializzazione si sarebbe dovuto attendere ancora un anno. Sia la Grand Large che la 9 Sport furono disegnate e realizzate dalla carrozzeria Facel Metallon (che di lì a pochissimo avrebbe dato origine alla Casa automobilistica Facel Vega). Ma non finì lì, perché anche la berlina ricevette alcuni aggiornamenti di dettaglio, per esempio nell'abbassamento del baricentro del corpo vettura, utile a migliorare la tenuta di strada; contemporaneamente, vennero aggiornati i sedili, ora più confortevoli, mentre il paraurti posteriore divenne in tre parti. Il successo, tiepido nel primo anno di produzione, cominciò a crescere a ritmi sempre più sostenuti negli anni a venire: la Aronde, insomma, piaceva. Alla fine del 1952, i tempi di attesa per una berlina erano cresciuti a cinque mesi.

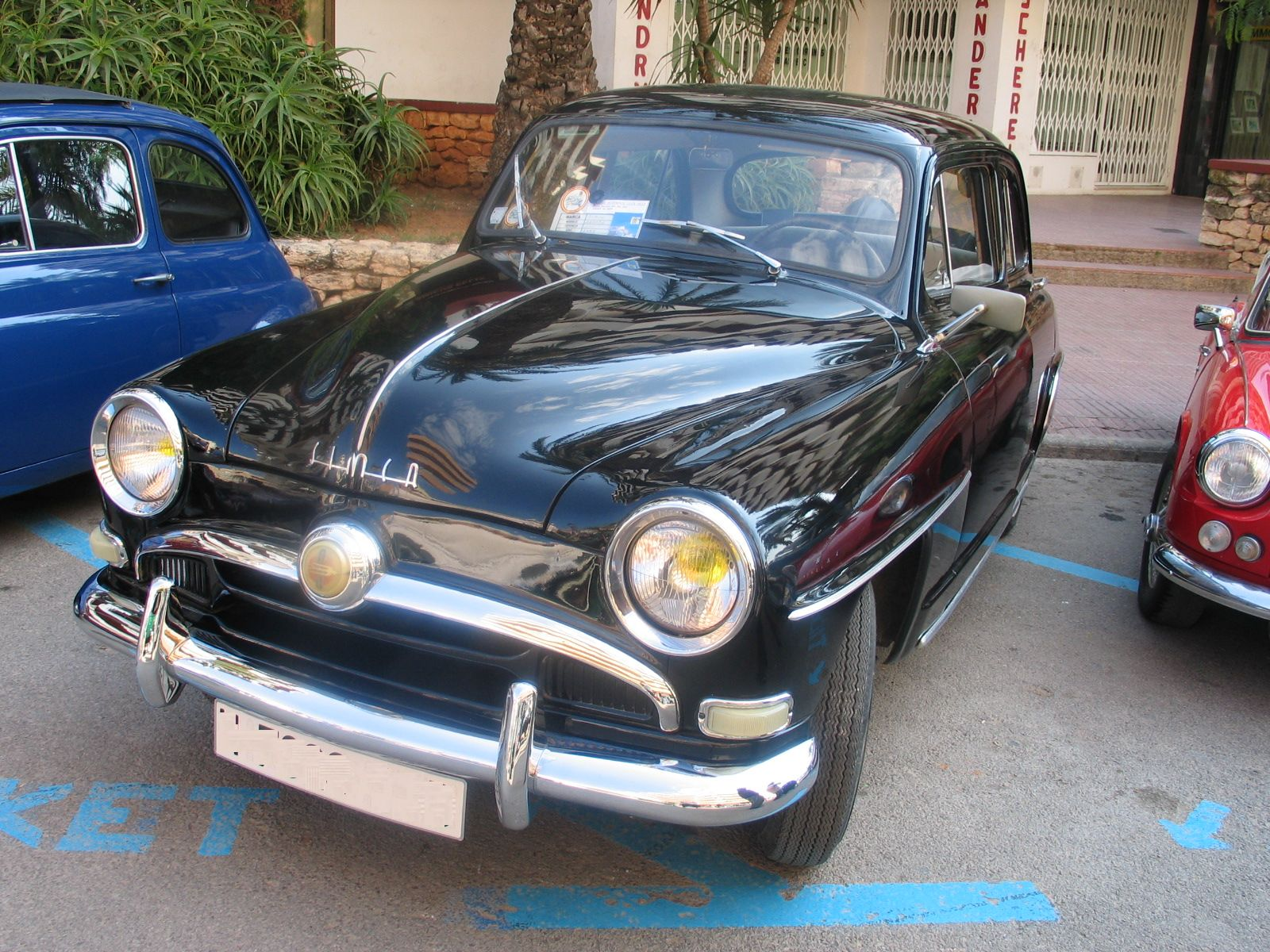
La nuova calandra ad arco introdotta nel 1953

Nel 1953, la 9 Aronde fu ristilizzata in alcuni particolari, tra cui la calandra che divenne ad arco e i copricerchi che recavano la S come iniziale della Casa. Meccanicamente invece rimaneva invariata, a parte alcuni dettagli, come la nuova frizione, più robusta, un nuovo sterzo di tipo epicicloidale, nuovi ammortizzatori e un ponte posteriore rinforzato. La gamma subì alcune variazioni: la berlina venne ora proposta in due livelli di allestimento, denominati Quotidienne (livello di base) e Luxe; vi fu anche l'ingresso della Aronde in versione camionetta, mentre la Grand Large entrò finalmente nei listini Simca dopo un anno di attesa e la 9 Sport cambiò denominazione in Coupé de Ville, proposta a un prezzo assai più ribassato rispetto all'anno prima.

Durante il 1954, la 9 Aronde raggiunse l'apice del suo successo, non solo limitato entro i confini patrii, ma anche sottolineato da ampi consensi anche all'estero, basti pensare che circa il 26.5% dell'intera produzione era destinato oltreconfine. Non male in un'epoca in cui esistevano ancora dazi e oneri doganali a ostacolare la diffusione dei prodotti di un Paese anche al di fuori delle proprie frontiere. Durante quest'anno, tutte le versioni della gamma tranne le versioni commerciali ricevettero dei cerchi da 14 pollici in luogo di quelli da 15, in maniera tale da consentire un ulteriore ribassamento del corpo vettura. Per non influire negativamente sulle prestazioni venne quindi adottato anche un nuovo rapporto al ponte. Tra le altre migliorie meccaniche vanno menzionate quelle allo sterzo, al cambio e alla frizione. Nello stesso anno, la gamma si ampliò ulteriormente con l'arrivo della Aronde Châtelaine Archiviato il 5 marzo 2016 in Internet Archive., ossia la versione break, adatta per le gite di famiglia, come evidenziavano anche alcuni dépliant dell'epoca. Commercializzata all'estero con il nome di Castel, la Aronde Châtelaine differiva dalla normale 9 Aronde berlina per il differente rapporto al ponte e per il motore depotenziato a soli 37 CV.

Nella primavera del 1955 venne introdotta la Week-End, una spider derivata direttamente dalla Coupé de Ville, dalla quale differiva per la differente calandra e per i cerchi ruota, ripresi pari pari da quelli della berlina. A settembre le 9 Aronde vennero equipaggiate con il nuovo motore 1.3 da 48 CV della serie Flash. Fu l'ultima evoluzione che interessò la gamma della 9 Aronde: alla fine di quello stesso mese di settembre sarebbe stata sostituita dalla nuova serie della media francese.

#### Seconda serie: la Aronde 90A
Se la sigla 9 Aronde si riferiva alla prima serie, la sigla Aronde 90A si riferiva invece alla seconda serie, introdotta il 6 ottobre del 1955. La nuova serie si differenziava esteticamente dalla precedente sempre per il frontale, su cui spiccava una nuova e larga calandra di forma triangolare, costituita da due baffi che sconfinavano nei parafanghi anteriori, andando a inglobare gli indicatori di direzione; posteriormente, le novità stavano invece nei parafanghi allungati all'indietro fino a sporgere leggermente dalla sagoma della coda e a costituire un accenno di pinne. Internamente comparvero nuovi sedili con imbottiture in caucciù, la pancia divenne bicolore e il tachimetro divenne tondo (prima era a forma di mezzaluna), mentre scomparve la levetta dello starter, poiché la nuova aronde era dotata di starter automatico. Meccanicamente fu montato il nuovo motore Flash, sempre a 4 cilindri, ma della cilindrata di 1290 cm³, e con potenza massima salita da 45 a 48 CV di potenza massima sulle versioni berlina (le versioni per trasporto di merci utilizzavano un motore Flash con potenza lasciata a 45 CV per privilegiare la coppia motrice ai bassi regimi). La velocità massima sfiorava così i 130 km/h. In realtà, a essere pignoli, il distacco tra la prima e la seconda serie della Aronde non fu così netto: infatti, come già visto, gli ultimi esemplari della 9 Aronde, prodotti nel mese di settembre, furono equipaggiati già con il motore Flash, pur conservando tutti i tratti stilistici delle Aronde aggiornate l'anno prima. Anche questi esemplari vennero siglati con il codice 90A, per cui, tirando le somme, si evince che non tutte le 90A erano Aronde appartenenti alla seconda serie. Questa stranezza si spiega con il fatto che la Simca, pur avendo già messo a punto e presentato il motore Flash non aveva ancora ricevuto le attrezzature atte allo stampaggio dei nuovi lamierati, a causa di un ritardo avuto dalla ditta che le costruiva. Per smaltire le prime scorte dei nuovi motori Flash, quindi, si decise di montarli sulla ultime 9 Aronde. In ogni caso, grazie all'arrivo del nuovo motore da 1.3 litri, la seconda generazione della media francese viene spesso indicata anche come Aronde 1300.

Tra le novità nella nuova gamma Aronde, la versione di base Quotidienne venne ribattezzata Deluxe, anche se contrariamente a quanto suggeriva il nome, la dotazione era veramente ridotta all'osso. Al posto della precedenmte versione Luxe, invece, vi fu la versione Elysée, distinguibile dalla Deluxe per le decorazioni cromate sui parafanghi e per i deflettori anteriori apribili anziché fissi. Rimasero invece in gamma le versioni Grand Large (berlina a 2 porte), Coupé de Ville, Week-End (spider) e
Châtelaine (break), nonché le versioni camionetta, Commerciale e Messaggere. Mentre queste ultime, come già accennato, montavano una variante depotenziata a 45 CV del motore Flash, le versioni Coupé de Ville e Week-End vennero equipaggiate con il cosiddetto motore Flash Spécial, la cui potenza massima salì da 48 a 57 CV.

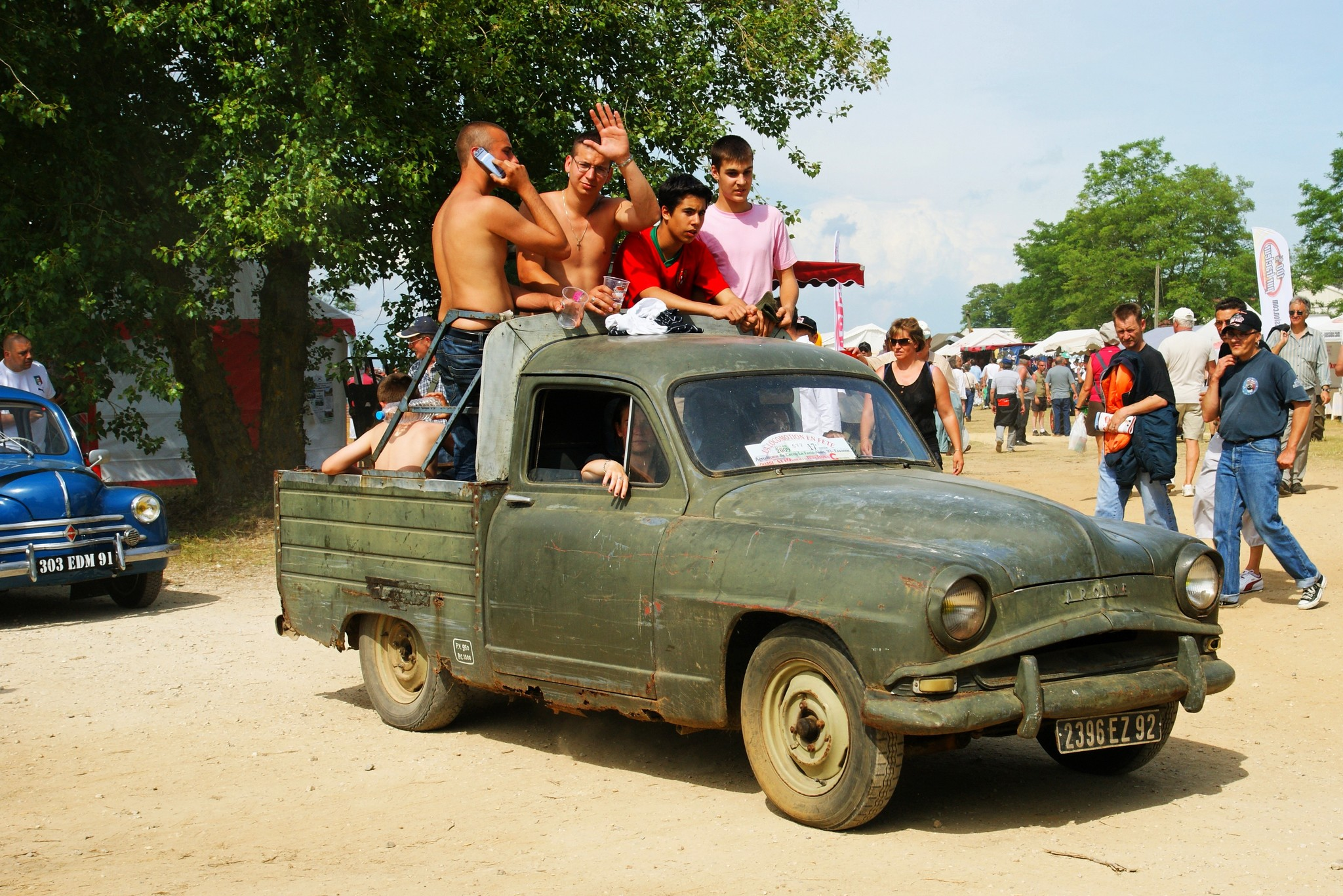
Simca Aronde 90A Intendante Bâchée

Con l'arrivo della nuova gamma nota anche con il nome di linea Océane, le vendite salirono ulteriormente, anche per quanto riguarda gli esemplari destinati ai mercati esteri. Uno dei motivi di tale successo stava anche nell'efficace, anche se dispendiosa, campagna pubblicitaria di cui la Aronde è stata oggetto nel corso della sua carriera commerciale. Tale campagna pubblicitaria era talmente assidua da poter essere accostata, senza timore di esagerare, a quella di trent'anni prima voluta da André Citroën per promuovere i suoi modelli e il suo marchio. Nel 1956, la Week-End venne sostituita dalla Océane, stavolta non più una denominazione generica attribuita a un'intera gamma, ma che andò invece a indicare un singolo modello. La Océane era anch'essa una spider come la sua antesignana, ma dotata di un parabrezza panoramico all'americana. Si trattò di fatto dell'unica vettura francese di fascia media a montarlo. Assieme alla Océane debuttò anche la http://www.cars-pics-db.com/pics/simca/simca-aronde-plein-ciel/simca-aronde-plein-ciel-10.jpg, una coupé destinata invece a prendere il posto della Coupé de Ville. Sempre nel 1956 esordirono altre due versioni, queste ultime destinate al top di gamma: da una parte la Elysée Matignon, una variante bicolore della Elysée riccamente equipaggiata grazie alla presenza dei poggiatesta, dell'autoradio e di un orologio curiosamente montato sul mozzo del volante. Il suo motore era il Flash Spécial da 57 CV in luogo di quello normale da 48 CV; più o meno nello stesso periodo debuttò anche un'altra versione di lusso, denominata invece Rue de la Paix, praticamente una Grand Large (era infatti con carrozzeria berlina a due porte), ma con allestimento ancor più curato e lussuoso, analogo a quello della Elysée-Matignon. A questo punto, la gamma della Aronde seconda serie fu costituita da ben 11 versioni, contando anche le versioni commerciali, che proprio nel 1956 si arricchirono a loro volta con l'arrivo della Intendante Bâchée Archiviato il 3 agosto 2016 in Internet Archive., praticamente una versione pick-up con sponde alte e telone di copertura.

Nel gennaio del 1957, venne festeggiata la Aronde numero 500.000, a testimonianza del grande consenso ottenuto dall'intera gamma, il che consentì alla Casa di Nanterre di restare ancora al secondo posto per volume di vendite dietro alla Renault. Inoltre, fin dal suo debutto, avvenuto oltre cinque anni prima, la Aronde fu utilizzata in vari exploit sportivi, allo scopo di stabilire nuovi record di velocità e di durata, consolidando ancor di più la presa sul pubblico. Tra questi exploit sportivi, vale la pena citare quello del 16 maggio 1957, quando una Aronde riuscì a percorrere 100.000 km sulla pista di Montlhéry, a una media di 113,10 km/h. Tale impresa consentì alla vettura di stabilire 28 record internazionali e 14 record mondiali. In onore di tale evento, venne proposta una nuova versione denominata appunto Monthléry, caratterizzata dall'allestimento leggermente più lussuoso di quello della Elysée, ma dotata del motore Flash Spécial da 57 CV. Nello stesso anno, la scritta Simca sul muso venne sostituita dalla scritta Aronde, mentre compervero i nuovi sedili 3D a dieci regolazioni.

Simca Arone 90A mod'58

Nel 1958, anche la serie 90A si apprestò a uscire di produzione per lasciare campo libero alla terza serie. Non vi furono quindi novità di rilievo per la 90A: l'unico evento che poteva riguardare la Aronde fu l'apertura dello stabilimento di Poissy, ex-proprietà della Ford SAF, la quale, dopo essere stata rilevata e assorbita dalla stessa Simca, vide il suo sito di assemblaggio completamente ristrutturato e ampliato per adattarsi alle diverse esigenze della Casa di Nanterre. Poco tempo dopo, la serie 90A uscì di produzione.

#### Terza serie: Aronde P60
La terza serie della Aronde, denominata P60, venne svelata alla stampa il 30 agosto del 1958: rispetto alla 90A cambiarono in maniera decisa tutti i lamierati, specie nella parte anteriore, dove la vecchia calandra formata da due "baffi" disposti a V rovesciata lasciò il posto a una nuova calandra ovoidale, inserita in un muso leggermente proteso in avanti e con un cofano più spiovente rispetto a prima. Nuovi anche i gruppi ottici anteriori, sempre tondi ma di nuovo disegno, mentre i paraurti ricevettero rostri rivestiti in gomma. Anche la coda, pur mantenendo la stessa impostazione generale della 90A, fu oggetto di rivisitazioni. All'interno, l'abitacolo divenne più spazioso e fu reso anche più luminoso grazie all'ampliamento delle superfici vetrate, mentre la strumentazione adottò il nuovo tachimetro a sviluppo orizzontale chiamato Simcascope. Dal punto di vista meccanico non vi furono variazioni di sorta: fu mantenuto quindi il motore Flash da 1.3 litri e nei diversi livelli di potenza. Le versioni proposte per la nuova gamma erano: Elysée e Grand Large (48CV), Monthléry (57 CV) e Monaco (una nuova versione, anch'essa con carrozzeria a due porte senza montante come la Grand Large e con motore 1.3 da 57 CV). Non mancarono anche le nuove versioni Océane e Plein Ciel. Le versioni commerciali per trasporto di merci mantennero inizialmente la vecchia carrozzeria con frontale a due "baffi".

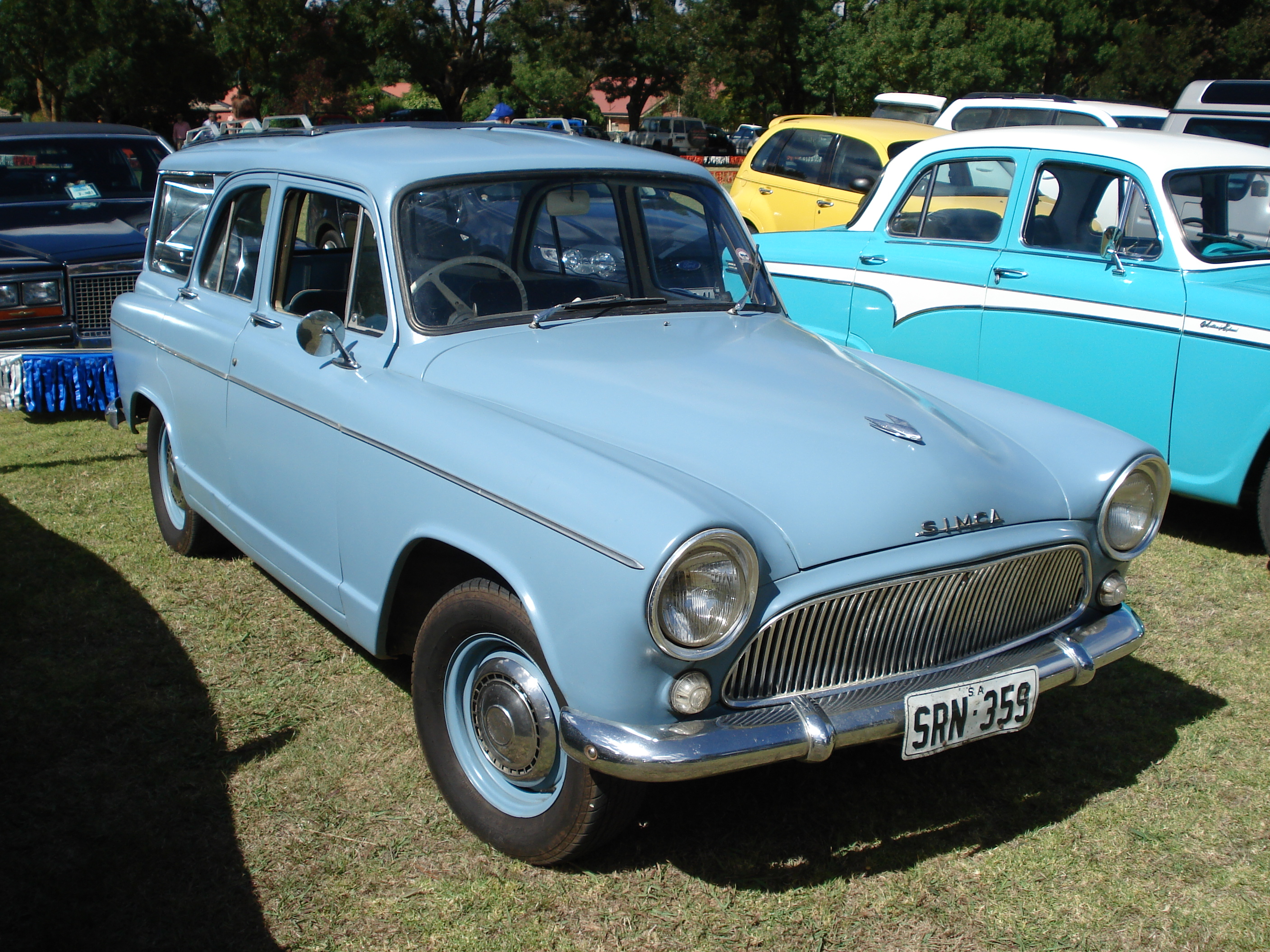
Simca Aronde P60 Wagon per il mercato Australiano

Nel settembre 1958 fu introdotta una nuova versione di base, la DeLuxe 6, caratterizzate dalla stessa carrozzeria della 90A, ma con il motore da 1089 cm³ da 40 CV mutuato direttamente dalla "nostra" Fiat 1100/103, sebbene con alcuni aggiornamenti (come i cinque supporti di banco) che gli fecero guadagnare il diritto all'appartenenza ai motori Rush. Vi fu anche una seconda versione caratterizzata dalla carrozzeria della serie precedente: tale versione, denominata invece Super De Luxe, era però equipaggiata con il motore Flash da 48 CV. Un mese dopo, vi fu la presentazione della P60 al pubblico, tenutasi al Salone di Parigi del 1958, il primo a essere stato inaugurato dal neo-presidente francese Charles de Gaulle. Il 1958 fu anche l'anno in cui la Chrysler entrò nel capitale della Simca. Grazie alla partecipazione del colosso statunitense, la Aronde poté essere esportata anche oltreoceano.

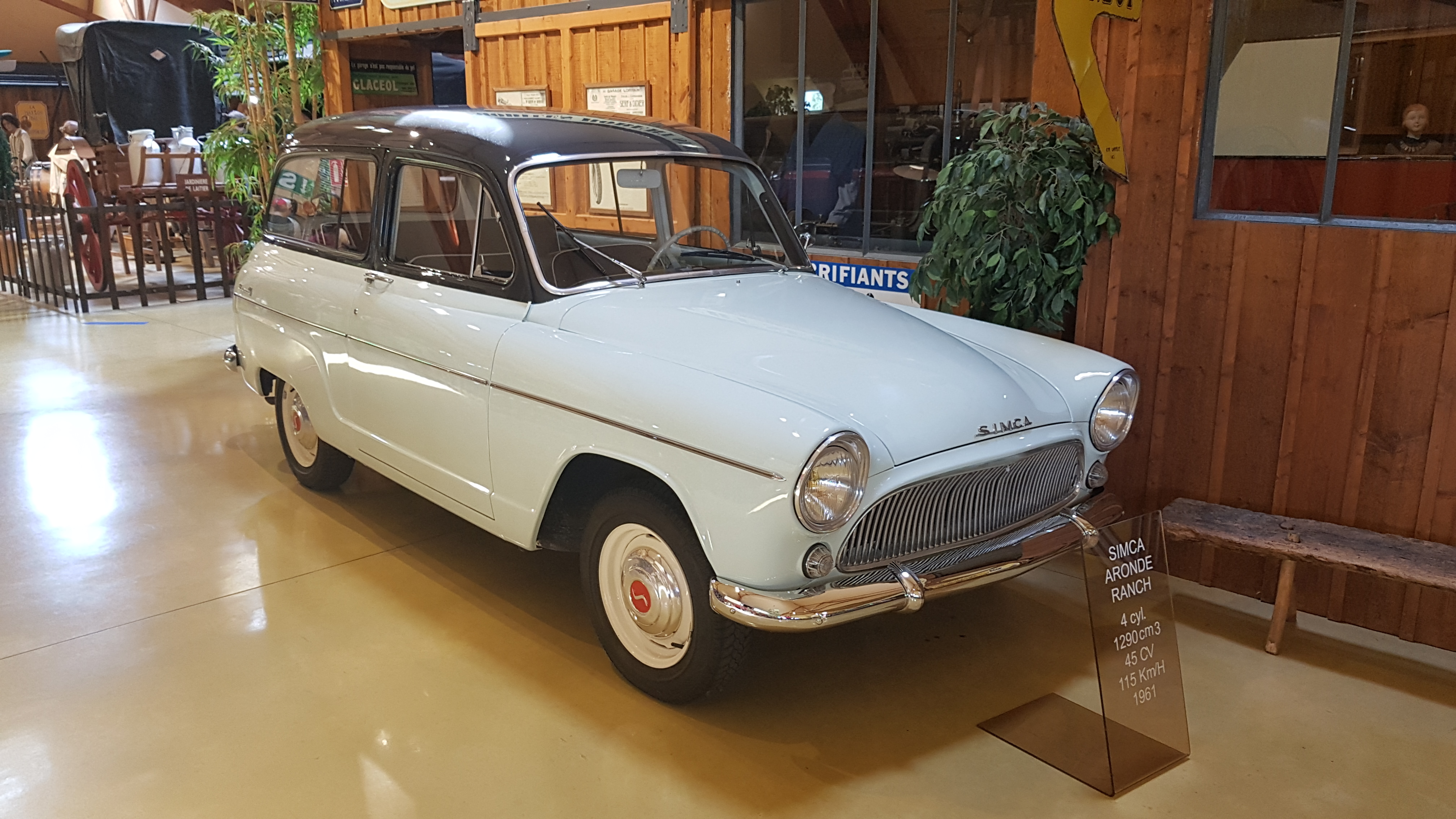
Simca Aronde P60 Ranch

Il 1959 fu l'anno che registrò il record di produzione per la Aronde, con ben 194.553 esemplari, pari a un esemplare ogni tre minuti per 365 giorni! Per nulla pago di tali soddisfacenti risultati, il patron Pigozzi organizzò una prova di basso consumo, in cui una P60 De Luxe 6 avrebbe dovuto percorrere 607 km con quattro persone a bordo. Il risultato fu decisamente incoraggiante, con la vettura che riuscì a consumare appena 6.38 litri ogni 100 km, un risultato eccellente per l'epoca. Si arrivò così al nuovo Salone di Parigi, dove vi fu una significativa novità motoristica che andò anche a modificare la gamma stessa. Tale novità fu rappresentata dal debutto dei nuovi motori Rush, consistenti in edizioni aggiornate dei precedenti due motori da 1.1 e da 1.3 litri, sempre da 1090 e da 1290 cm³ di cilindrata, ma con alcuni aggiornamenti, tra cui l'albero a gomiti a 5 supporti di banco. Quanto alla gamma, sparirono le versioni De Luxe 6 e Super De Luxe, sostituite rispettivamente dai modelli Etoile 6, con motore Rush da 1.1 litri e con potenza passata da 40 a 42 CV, ed Etoile 7, equipaggiata invece dal nuovo Rush con potenza salita da 48 a 52 CV. Quanto alle versioni già esistenti, la Elysée e la Grand Large, i loro motori passarono anch'essi da 48 a 52 CV, mentre le versioni più potenti si avvalsero del motore Rush Super, la cui potenza salì da 57 a 62 CV. Tra queste vi sono le versioni Plein Ciel e Océane, le quali vennero tra l'altro proposte in due livelli di allestimento, anziché uno solo. Tra le altre novità degne di nota, va citata la Ranch, una versione break con allestimento di lusso, caratterizzata dalla verniciatura bicolore e dalla presenza del motore Rush Super da 62 CV. Quanto alle versioni commerciali, anch'esse ricevettero il nuovo frontale delle P60 e vennero inoltre equipaggiate con il motore Rush Service da 48 CV.

Nel gennaio del 1960, vi fu un aggiornamento al retrotreno, per il quale a quel punto venne proposto un nuovo schema che combinava molle a balestra e molle elicoidali, mentre il mese seguente dalle catene di montaggio di Poissy uscì la milionesima Aronde.

Nel 1961, a quasi dieci anni dal suo debutto commerciale, la Aronde continuò a essere una vettura gradita dal pubblico, ma la Casa madre stava già lavorando al progetto destinato alla produzione della sua sostituta. Nel frattempo vi furono altre novità: le due versioni di base beneficiarono finalmente della nuova carrozzeria delle altre P60. Al Salone di Parigi di quell'anno, l'ultimo a essere ospitato al Grand Palais, venne introdotta la Etoile Super 6, praticamente una Elysée con motore Rush da 1089 cm³ e 42 CV. Inoltre, esordirono anche le versioni Monthléry Spéciale e Monaco Spéciale, entrambe equipaggiate da una nuova variante del motore Rush, sempre da 1290 cm³, ma con potenza portata a 70 CV. Alla fine dello stesso anno, vennero tolte di produzione le versioni Océane e Pleine Ciel.

Nel 1962, improvviso arrivò il declino: la Aronde che ancora l'anno prima era riuscita a essere prodotta in 153.073 esemplari, rallentò di colpo il ritmo: le ordinazioni si fecero meno frequenti. Alla fine di quello stesso 1962, la produzione risultò dimezzata e la Simca scivolò al quarto posto tra i costruttori francesi. Vennero inoltre tolte di produzione la Etoile 7 e la Monaco Spéciale.

Nella primavera del 1963 vennero via via tolte di produzione tutte le varie versioni costituenti la gamma Aronde: l'ultimo esemplare uscì dalle linee di montaggio il 22 maggio, ma la commercializzazione continuò ancora per quasi un anno fino a esaurimento scorte: nel mese di settembre rimasero solo i modelli Etoile 6, Etoile Super 6, Elysée, Ranch e Monthléry Spéciale, mentre a dicembre la gamma Aronde fu rappresentata dalla sola Etoile 6.

La Aronde terminò la sua carriera nel marzo del 1964, quando avvenne la sua uscita dai listini Simca.

### Riepilogo caratteristiche
Di seguito vengono mostrate le caratteristiche relative alle varie versioni costituenti la gamma Aronde durante i suoi tredici anni di produzione. I prezzi riportati sono in franchi francesi e si riferiscono al momento del debutto nel mercato interno. I modelli introdotti a partire dal 1960 sono espressi in nuovi franchi, la valuta francese in vigore a partire dal 1º gennaio 1960 (1 nuovo franco = 100 vecchi franchi).
| Gamma    | Modello                   | Carrozzeria      | Motore        | Cilindrata cm³ | Potenza CV/rpm | Coppia Nm/rpm | Massa a vuoto (kg) | Velocità max | Anni di produzione | Prezzo al debutto |
| -------- | ------------------------- | ---------------- | ------------- | -------------- | -------------- | ------------- | ------------------ | ------------ | ------------------ | ----------------- |
| 9 Aronde | -                         | berlina 3 volumi | -             | 1221           | 45/4500        | 83/2600       | 880                | 125          | 1951-53            | 636.300           |
| 9 Aronde | Quotidienne               | berlina 3 volumi | -             | 1221           | 45/4500        | 83/2600       | 870                | 125          | 1953-55            | 630.000           |
| 9 Aronde | Luxe                      | berlina 3 volumi | -             | 1221           | 45/4500        | 83/2600       | 880                | 125          | 1953-55            | 675.000           |
| 9 Aronde | Grand Large               | coach            | -             | 1221           | 45/4500        | 83/2600       | 880                | 130          | 1953-55            | 755.000           |
| 9 Aronde | Coupé de Ville            | coupé            | -             | 1221           | 51/4800        | 98/3000       | 900                | 135          | 1953-55            | 998.000           |
| 9 Aronde | Week-End                  | spider           | -             | 1221           | 51/4800        | 98/3000       | 900                | 135          | 1955               | 1.048.000         |
| 9 Aronde | Châtelaine                | break            | -             | 1221           | 45/4500        | 83/2600       | 980                | 110          | 1954-55            | 735.000           |
| 9 Aronde | Commerciale e Camionnette | furgoncino       | -             | 1221           | 37/3700        | -             | 980                | 110          | 1952-55            | -                 |
| 9 Aronde | Messaggère                | furgoncino       | -             | 1221           | 37/3700        | -             | 980                | 110          | 1953-55            | -                 |
| 9 Sport  | coupé                     | -                | -             | 1221           | 51/4800        | 98/3000       | 920                | 135          | 1952-53            | -                 |
| 90A      | De Luxe                   | berlina 3 volumi | Flash         | 1290           | 48/4800        | 88/2700       | 930                | 135          | 1955-58            | 579.000           |
| 90A      | Elysée                    | berlina 3 volumi | Flash         | 1290           | 48/4800        | 88/2700       | 930                | 135          | 1955-58            | 632.000           |
| 90A      | Elysée Matignon           | berlina 3 volumi | Flash Spécial | 1290           | 57/5200        | 90/3100       | 940                | 140          | 1956-57            | 790.000           |
| 90A      | Monthléry                 | berlina 3 volumi | Flash Spécial | 1290           | 57/5200        | 90/3100       | 940                | 140          | 1957-58            | 689.000           |
| 90A      | Grand Large               | coach            | Flash         | 1290           | 48/4800        | 88/2700       | 930                | 135          | 1955-58            | 713.000           |
| 90A      | Rue de la Paix            | coach            | Flash Spécial | 1290           | 57/5200        | 90/3100       | 940                | 140          | 1956-58            | 889.000           |
| 90A      | Coupé de Ville            | coupé            | Flash Spécial | 1290           | 57/5200        | 90/3100       | 955                | 140          | 1955-56            | 988.000           |
| 90A      | Plein Ciel                | coupé            | Flash Spécial | 1290           | 57/5200        | 90/3100       | 955                | 140          | 1956-58            | 998.000           |
| 90A      | Week-End                  | spider           | Flash Spécial | 1290           | 57/5200        | 90/3100       | 955                | 140          | 1955-56            | 1.048.000         |
| 90A      | Océane                    | spider           | Flash Spécial | 1290           | 57/5200        | 90/3100       | 955                | 140          | 1956-58            | 1.064.000         |
| 90A      | Châtelaine                | break            | Flash         | 1290           | 48/4800        | 88/2700       | 980                | 120          | 1955-58            | 691.000           |
| 90A      | Commerciale               | furgoncino       | Flash Service | 1290           | 45/4500        | -             | 980                | 110          | 1955-58            | 672.000           |
| 90A      | Camionnette               | furgoncino       | Flash Service | 1290           | 45/4500        | -             | 980                | 110          | 1955-58            | 574.000           |
| 90A      | Messaggère                | furgoncino       | Flash Service | 1290           | 45/4500        | -             | 980                | 110          | 1955-58            | -                 |
| 90A      | Intendante                | pick-up          | Flash Service | 1290           | 45/4500        | -             | 925                | 110          | 1956-58            | 609.000           |
| P60      | De Luxe 6                 | berlina 3 volumi | -             | 1089           | 40/4600        | -             | 930                | 120          | 1958-59            | 598.000           |
| P60      | Etoile 6                  | berlina 3 volumi | Rush 6CV      | 1089           | 42/4600        | -             | 930                | 120          | 1959-64            | 655.000           |
| P60      | Etoile Super 6            | berlina 3 volumi | Rush 6CV      | 1089           | 42/4600        | -             | 930                | 125          | 1961-64            | 6.850             |
| P60      | Super De Luxe             | berlina 3 volumi | Flash         | 1290           | 48/4800        | 88/2800       | 950                | 130          | 1958-59            | -                 |
| P60      | Etoile 7                  | berlina 3 volumi | Rush 7CV      | 1290           | 52/4900        | 94/2500       | 950                | 135          | 1959-62            | -                 |
| P60      | Elysée                    | berlina 3 volumi | Flash         | 1290           | 48/4800        | 88/2800       | 950                | 130          | 1958-59            | 665.000           |
| P60      | Elysée                    | berlina 3 volumi | Rush 7CV      | 1290           | 52/4900        | 94/2500       | 950                | 135          | 1959-63            | -                 |
| P60      | Monthléry                 | berlina 3 volumi | Flash Spécial | 1290           | 57/5200        | 90/3100       | 950                | 135          | 1958-59            | 689.000           |
| P60      | Monthléry                 | berlina 3 volumi | Rush Super    | 1290           | 62/5200        | 98/2600       | 950                | 140          | 1959-62            | 720.700           |
| P60      | Monthléry Spéciale        | berlina 3 volumi | Rush Super M  | 1290           | 70/5200        | 108/2900      | 950                | 141          | 1962-63            | 7.450             |
| P60      | Grand Large               | coach            | Flash         | 1290           | 48/4800        | 88/2800       | 950                | 135          | 1958-60            | 755.000           |
| P60      | Monaco                    | coach            | Flash Spécial | 1290           | 57/5200        | 90/3100       | 940                | 140          | 1958-59            | -                 |
| P60      | Monaco                    | coach            | Rush Super    | 1290           | 62/5200        | 98/2600       | 950                | 140          | 1959-63            | 810.700           |
| P60      | Monaco Spéciale           | coach            | Rush Super M  | 1290           | 70/5200        | 108/2900      | 950                | 141          | 1961-62            | 8.350             |
| P60      | Plein Ciel                | Coupé            | Flash Spécial | 1290           | 57/5200        | 90/3100       | 950                | 140          | 1958-59            | 1.024.000         |
| P60      | Plein Ciel                | Coupé            | Rush Super    | 1290           | 62/5200        | 98/2600       | 950                | 142          | 1959-61            | -                 |
| P60      | Océane                    | Spider           | Flash Spécial | 1290           | 57/5200        | 90/3100       | 955                | 140          | 1958-59            | 1.082.000         |
| P60      | Océane                    | Spider           | Rush Super    | 1290           | 62/5200        | 98/2600       | 955                | 142          | 1959-61            | -                 |
| P60      | Châtelaine                | break            | Flash         | 1290           | 48/4800        | 88/2800       | 980                | 120          | 1958-59            | 720.000           |
| P60      | Châtelaine                | break            | Rush          | 1290           | 52/4900        | 94/2500       | 980                | 125          | 1959-63            | -                 |
| P60      | Ranch                     | break            | Rush Super    | 1290           | 62/5200        | 98/2600       | 990                | 130          | 1959-63            | -                 |
| P60      | Commerciale e Messaggère  | furgoncino       | Flash Service | 1290           | 45/4500        | -             | 980                | 110          | 1958-59            | 705.000           |
| P60      | Commerciale e Messaggère  | furgoncino       | Rush Service  | 1290           | 48/4800        | 88/2800       | 980                | 115          | 1959-63            | -                 |
| P60      | Intendante                | pick-up          | Flash Service | 1290           | 45/4500        | -             | 925                | 110          | 1958-59            | -                 |
| P60      | Intendante                | pick-up          | Rush Service  | 1290           | 48/4800        | 88/2800       | 925                | 112          | 1959-63            | -                 |

## Citazioni
Una Simca Aronde è una delle vetture utilizzate dallo Sciacallo nel romanzo Il giorno dello sciacallo (romanzo) di Frederick Forsyth